# Chrysocharis pallipes
Chrysocharis pallipes är en stekelart som först beskrevs av Christian Gottfried Daniel Nees von Esenbeck 1834.  Chrysocharis pallipes ingår i släktet Chrysocharis och familjen finglanssteklar. Arten är reproducerande i Sverige. Inga underarter finns listade i Catalogue of Life.